# Axa-Arena
Die Axa-Arena ist eine Ballsporthalle in Winterthur, Schweiz. Sie ist die Heimspielstätte des Handballclubs Pfadi Winterthur und des Unihockeyclubs HC Rychenberg. Die Arena wurde im Mai 2018 eröffnet.
Die Axa-Arena befindet sich im Norden des Stadtkreises Mattenbach im Quartier Deutweg und ist Teil des Campus des Business Parks «WIN4», der Räumlichkeit für Sport, Gesundheit und Ausbildung zur Verfügung stellt. Die Sporthalle dient auch als erstes nationales Leistungszentrum für Unihockey. Eine weitere Trainingshalle von 1500 Quadratmetern Fläche wird vor allem für Tennis genutzt, dient aber auch der Talentförderung anderer Sportarten.

## Geschichte
Pläne für ein «Internationales Zentrum für Leistungs- und Breitensport» in Winterthur wurden seit 2006 diskutiert. Die Eulachhalle war oft überbelegt und genügte den Ansprüchen nicht mehr. Der Fokus lag aber lange auf Eishockey und Tennis; Swiss Ice Hockey wollte 2011 ein nationales Leistungszentrum mit zwei unterirdischen Eisfeldern bauen. Nachdem dieses Projekt begraben worden war, entwickelten Bauunternehmer die Idee für die Ballsporthalle und Sportzentrum mit Bildungseinrichtungen, medizinischen Dienstleistern und Fitnesscenter. Die privaten Investoren respektive ihre Firma «Wincity AG» reichen im Dezember 2015 das Baugesuch ein. Die Stadt Winterthur stellte das Gelände im Baurecht zur Verfügung. Die Grundsteinlegung fand im März 2017 statt. Im Sommer 2017 wird aus «Wincity» die neue Bezeichnung «Win4», eine Referenz an die verschiedenen Tätigkeiten Sport, Gesundheit, Ausbildung und Events. Swiss Unihockey gibt bekannt, ein nationales Leistungszentrum errichten zu wollen.
Aber Frühsommer 2018 wurde die Halle für Trainings genutzt. Die ersten offiziellen Spiele waren die Testspiele der beiden Winterthurer NLA-Teams Pfadi Winterthur und HC Rychenberg am 3. August 2018. Der HC Rychenberg gewann gegen Zug United mit 7:3, Pfadi Winterthur gegen Fortitudo Gossau mit 35:17.
Im November 2022 fanden in der Halle 23 Spiele der Unihockey-Weltmeisterschaft 2022 statt.

## Technische Daten

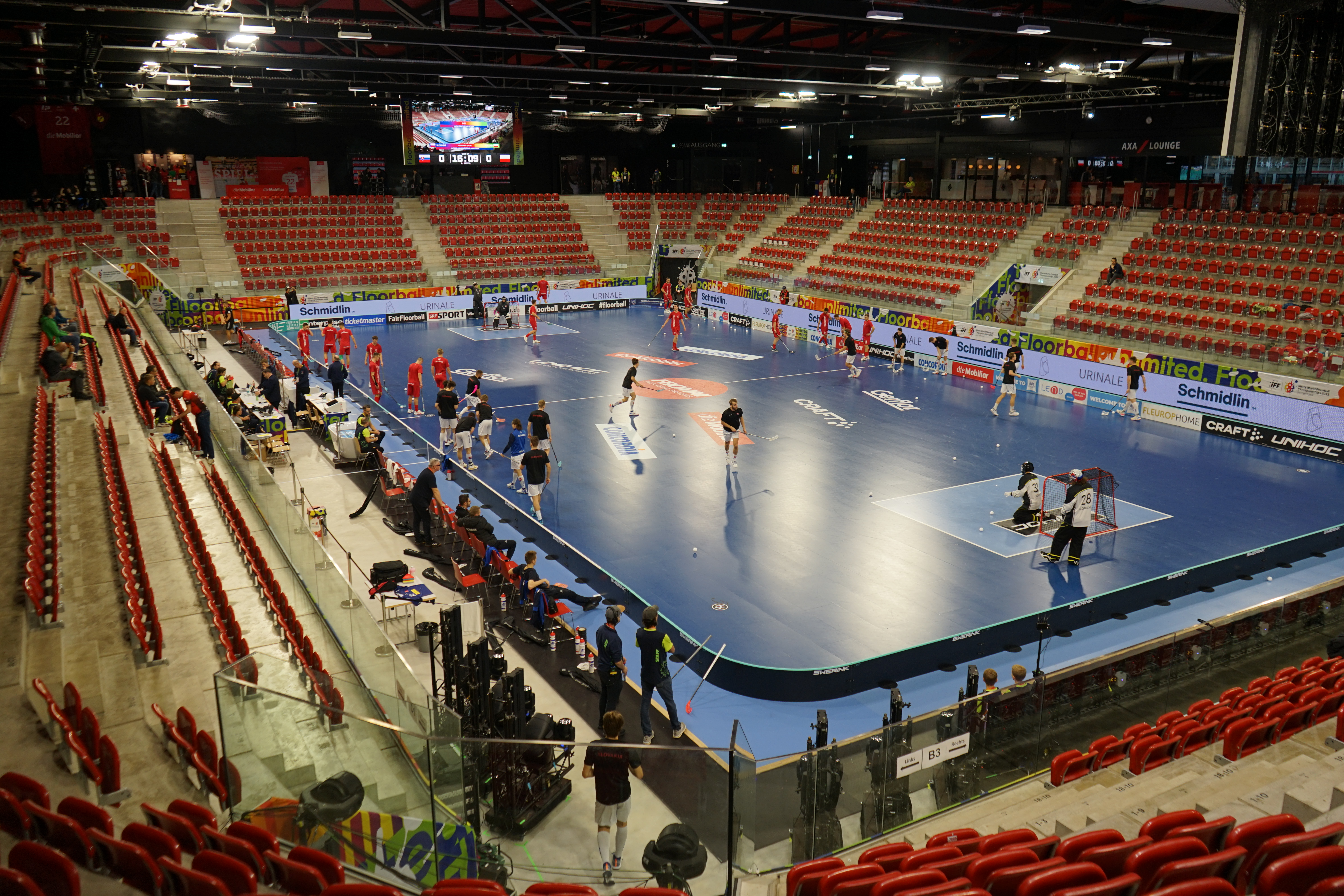
Unihockeyspiel in der Halle

In der Arena hat es eine Spielfeld mit den Massen von 20 × 40 m. Dies sind die internationalen Spielfeldmasse für Handball und Grossfeld Unihockey.
- Nutzbare Hallenfläche 29 × 48 m
- Tribüne mit Sitzplätze für 2000 Personen
- Axa-Lounge mit ca. 300 Plätzen
- Garderoben, Toiletten-Anlagen, Pressetribüne, Presse-Arbeitsräume, TV-Einrichtungen
- 2 LED-Screens, LED-Banden, Sound-Anlage, hochwertige LED-TV-Beleuchtung
- Gesamte Anlage rollstuhlgängig
- Annex-Gebäude mit Fitnesspark, Sportschule, High-Performance-Fitnessraum, Bistro, Sportmed-Center, diverse sportaffine Kleinfirmen (Win4)

Das Gebäude wurde im Minergie-P-Standard errichtet. Die Arena verfügt über eine Photovoltaikanlage zur Stromproduktion.

## Win4

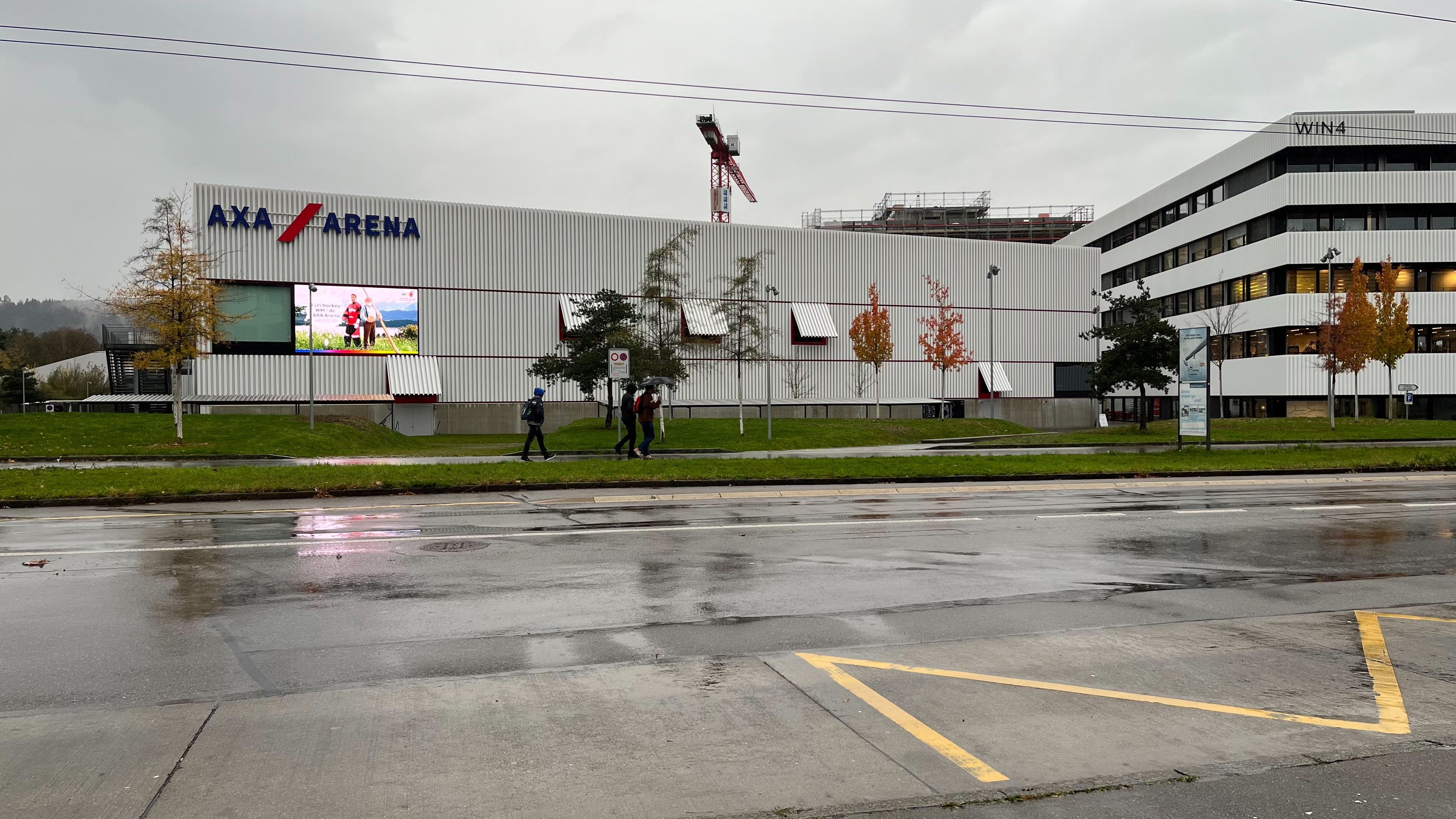
Campus mit Halle und Nebengebäuden

Der Campus hat verschiedene Mieter. Neben kleineren Firmen, die verschiedenen Angebote in den Bereichen Gesundheit, Sport und Bildung anbieten, gehören folgende Institutionen dazu:
- Die private Kunst- und Sportschule «Talent-Campus Winterthur» bietet Unterricht auf Sekundarstufe für talentierte Jugendliche.
- Das Kantonsspital Winterthur nutzt Räumlichkeiten für therapeutische Angebote.
- Die Trainingshalle wird vor allem für Tennistrainings genutzt.

## Anbindung
Nahe der Halle befindet sich die Bushaltestelle «Scheidegg» der Linie Nummer 3 des Stadtbusses Winterthur. Der Campus verfügt über eine öffentliche Tiefgarage.
Die Eishalle Zielbau-Arena und das Stadion Deutweg liegen in der Nachbarschaft.